# 臨川寺 (岐阜県白川町)
臨川寺（りんせんじ）は、岐阜県加茂郡白川町坂ノ東にある曹洞宗の寺院。山号は萬嶽山。

## 歴史
万治2年（1659年）、洞雲寺二世の善中春良が開山した。
寛文3年（1663年）、檀徒の飯盛善助が、本尊の十一面観世音菩薩を寄進した。
明治11年(1878年)、十三世の寛龍の代に平僧地から法地に昇格して現在に至っている。
昭和41年(1965年)3月、本尊の十一面観世音菩薩が白川町の有形文化財に指定された。

### 薬師堂
文化13年(1816年)11月、字・下岡田に薬師堂が建立された。
建物は三間一尺四方、在地十六歩。
明治10年(1877年)10月、臨川寺の境内に移築された。
昔の面影が彷彿されることができない程、朽損した状態となっている、由緒不明の木造の仏像や神将像19体が保管されている。